# Kleine Huissenspolder
De Kleine Huissenspolder is een polder ten oosten van Terneuzen in de Nederlandse provincie Zeeland. De polder behoort tot de Zaamslagpolders.
Deze polder werd in 1718 ingedijkt door Johan Hiëronymus Huyssen van Cattendijke, Ambachtsheer van Vossemeer en Zaamslag. De polder is ook naar hem genoemd. Ze meet 161 ha. De polder heeft over ongeveer 1,5 km een zeewerende dijk, waaraan de buurtschap Griete ligt, die over een haventje beschikt. De zeewering werd regelmatig geteisterd door dijkvallen.
Ook iets verder van de huidige kust traden dijkvallen op. De buurtschap Val, in de zuidwesthoek van de polder, is ernaar genoemd. Daar is ook een wiel te vinden.